# Sörmlands Sparbank

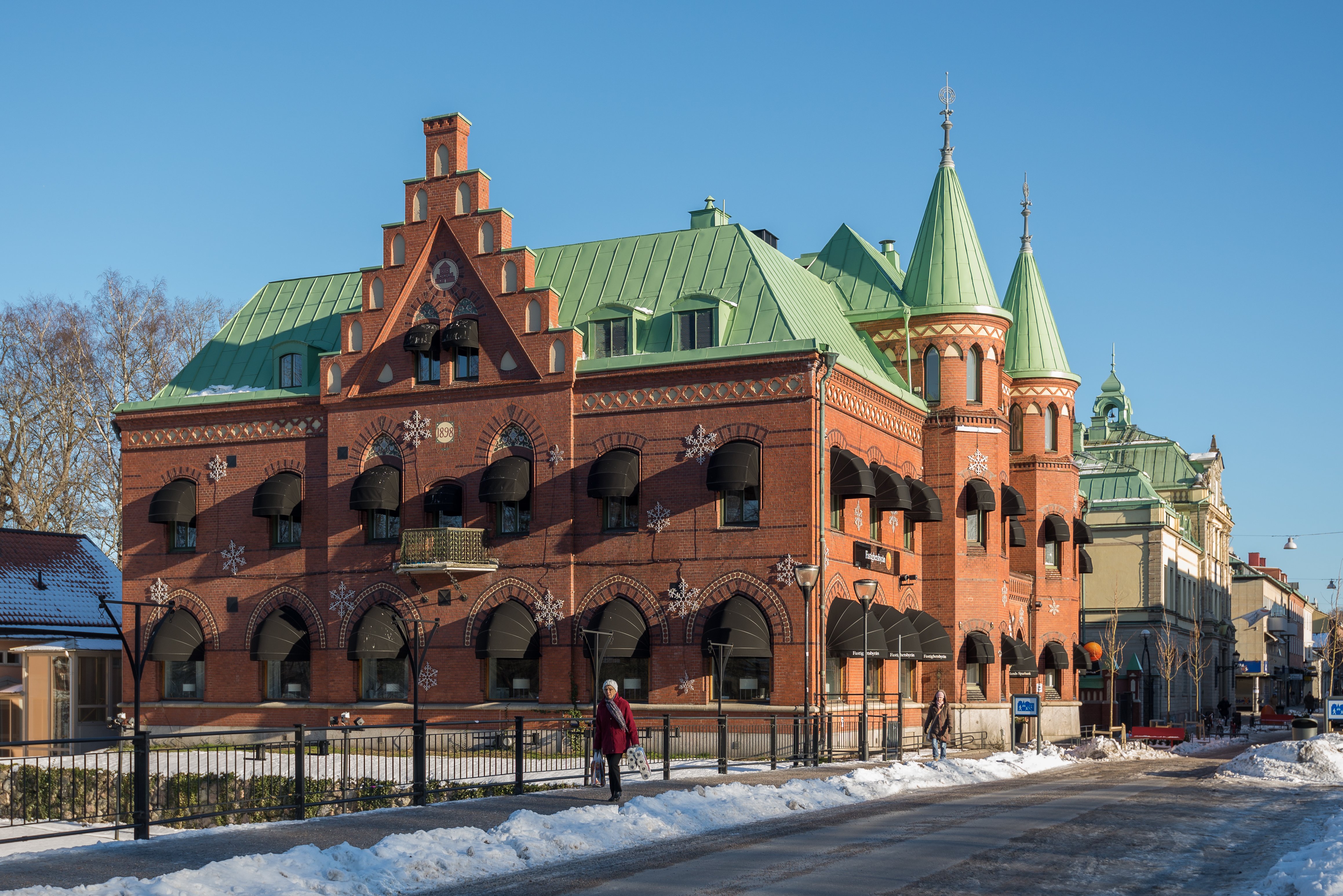
Sparbankshuset i Nyköping byggdes ursprungligen för Nyköpings sparbank.

Sörmlands Sparbank är ett bankaktiebolag med verksamhet i Södermanlands län som ägs till fullo av Sparbanksstiftelsen Sörmland. Banken har sitt huvudkontor i Katrineholm.
Banken bildades under namnet Sparbanken Sörmland 1991, genom en sammanslagning av Nyköping och Oppunda sparbanker vilka ursprungligen grundats 1832 och 1850. 1997 bytte man namn till Sörmlandsbanken. Banken förvärvade 1998 fem bankkontor som tidigare tillhört Föreningsbanken i samband med samgåendet i Föreningssparbanken. Det nuvarande namnet antogs 2004 och skall inte förväxlas med Sparbanken Södermanland, vilken uppgick i Nya Sparbanken under 1980-talet. 2022 ombildades Sörmlands Sparbank från en sparbank till ett bankaktiebolag.

## Bilder

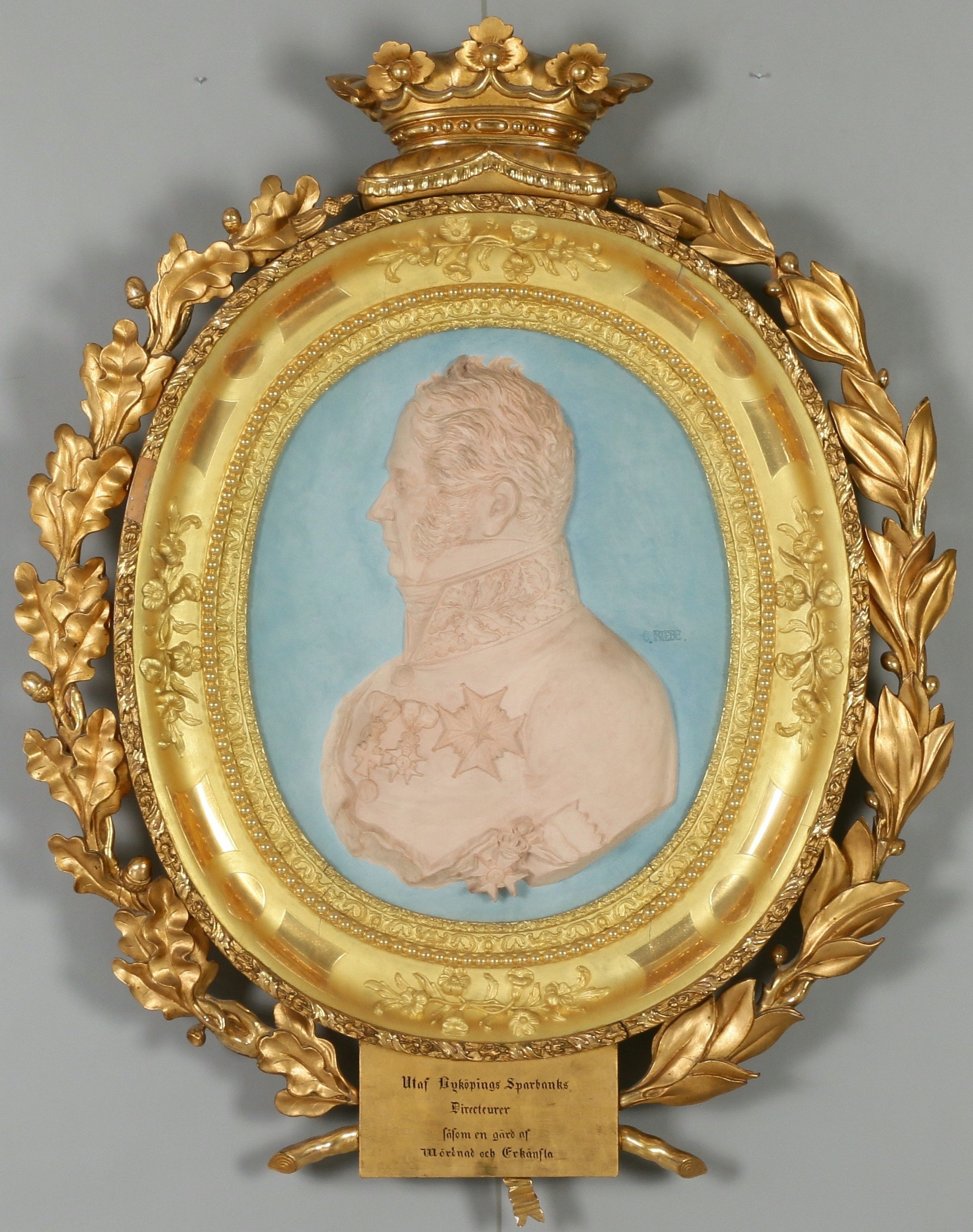
En av Nyköpings sparbanks tidiga välgörare Landshövdingen i Södermanland Gustaf Erik Frölich på en skulpterad tavla som bankens direktörer skänkte Frölich, troligen under 1850-talet.